# Jannis Kounellis
Jannis Kounellis (El Pireu, Grècia, 23 de març de 1936 - Roma, 16 de febrer de 2017) fou un pintor i escultor grec que visqué a Roma des del 1956, on es va traslladar per continuar els seus estudis d'art començats al seu país natal. Va estudiar en l'Acadèmia de Belles Arts de Roma. A partir dels anys 60, va començar a participar físicament en les seves obres i exposicions, involucrant-se així en el camp de l'acció artística. El 1963 va començar a utilitzar objectes en les seves pintures, entre ells animals vius, foc, terra, tela de sac o or. Va canviar el marc dels seus quadres per marcs de llits, portes, finestres o va utilitzar les galeries d'art com marc per a la seva obra. El 1967 Kounellis es va unir a l'Arte Povera de Germano Celant. El 1969 va exposar cavalls vius en la galleria l'Attico de Roma.
Gradualment, Kounellis va anar introduint nous materials en les seves instal·lacions (fum, carbó, carn, etc.) i l'entorn de la galeria d'art va ser reemplaçat per llocs històrics (principalment industrials).

## Exposicions i obres a Catalunya

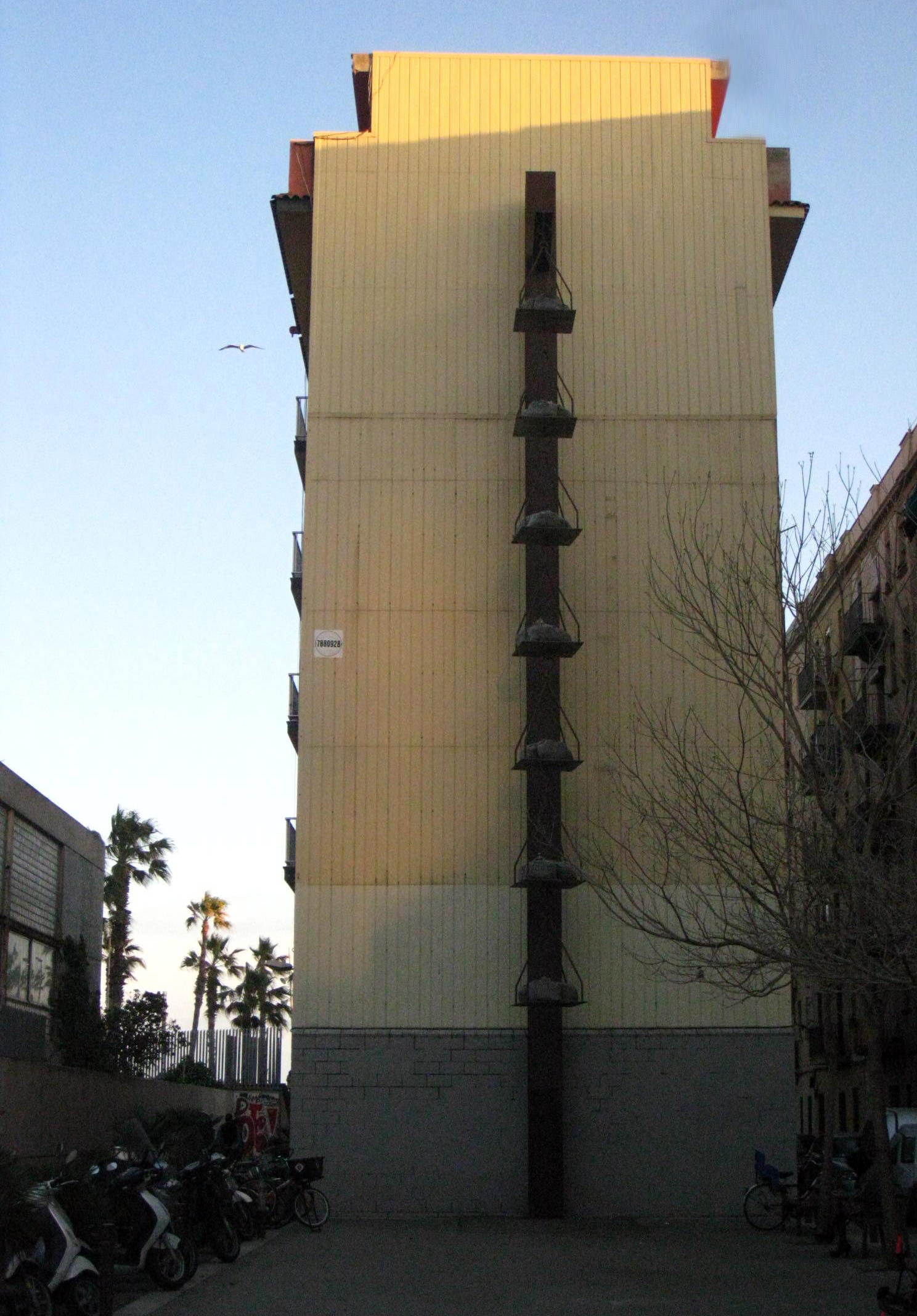
Configuracions Urbanes: Balança romana (Jannis Kounellis). C. Andrea Dòria, 32 (Barcelona)

Kounellis va exposar per primer cop a Barcelona el 1989, a l'Espai Poblenou, de la Galeria Joan Prats. Una altra exposició destacada va ser el 2008, quan va fer una instal·lació a la galeria Carles Taché de Barcelona.
També va instal·lar una escultura (Sense títol, o "Balança romana") a la Barceloneta el 1992, com a part de l'exposició "Configuracions urbanes", promoguda per l'olimpíada Cultural relacionada amb els Jocs Olímpics de Barcelona el 1992. L'escultura, construïda de bigues que sostenen altres peces d'acer que configuren set balances penjants en cascada, sobre cadascun dels quals hi ha dos sacs de cafè plens d'autèntic cafè, vol ser una al·legoria de l'antic moll del port, on els seus estibadors descarregaven aquest i altres productes. Aquesta escultura va romandre molts anys al seu emplaçament original, contra i penjant d'una pared mitgera en un solar obert per l'enderrocament d'un edifici entre el carrer Almirall Cervera i el carrer Baluard, però el 2007, arran de la construcció d'un nou edifici al solar, es va moure a un emplaçament entre el carrers Miquel Boera, Conreria i Andrea Dòria, davant del Centre Cívic de la Barceloneta.